# Heinrich Smidt

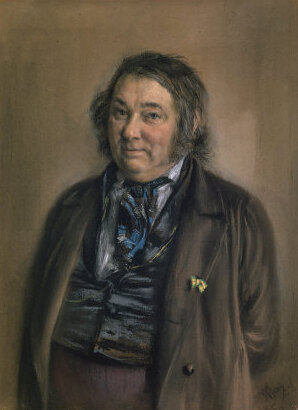
Heinrich Smidt, 1850

Heinrich Smidt (* 18. Dezember 1798 in Altona; † 3. September 1867 in Berlin) war ein deutscher Schriftsteller.

## Leben
Heinrich Smidt fuhr zehn Jahre zur See und brachte es vom Matrosen zum Steuermann. 1824 begann er ein Studium der Rechtswissenschaften und „schönen Wissenschaften“ an den Universitäten Kiel und Berlin. In Berlin wurde er Redakteur bei der Staatszeitung und arbeitete für das Magazin für die Literatur des Auslandes.
1848 wurde er Mitglied der Marinekommission und Mitarbeiter der Marineabteilung im Berliner Kriegsministerium, für das er zuletzt als Archivar tätig war. Er stand in Verbindung mit Ludwig Devrient, Theodor Fontane u. a. und war Mitglied im Literaturkreis Tunnel über der Spree. Seine Erfahrungen auf See und seine Kenntnisse von Land und Leuten verwertete er in zahlreichen Erzählungen, Novellen, Romanen, Theaterstücken sowie Jugendbüchern, die ihm den Ruf eines „deutschen Marryat“ einbrachten. In seinen Seegeschichten und -gedichten hat er mehrfach das Motiv des Fliegenden Holländers verwendet, möglicherweise als Erster in der deutschen Literatur.
Heinrich Smidt starb 1867 im Alter von 68 Jahren in Berlin und wurde auf dem Luisenstädtischen Friedhof beigesetzt. Das Grab ist nicht erhalten geblieben.

## Auszeichnungen und Ehrungen
- Ritter des Ordens der Eichenkrone

## Werke

### Skizzen, Erzählungen, Novellen, Romane
- Seegemälde von Heinrich Smidt. 1828.
- Das Schlachtengemälde von Fehrbellin. Historische Novelle. 1829.
- Der Kirschkern. Novelle. 1829.
- Hamburg’s Catonen. Eine historische Erzählung aus dem siebzehnten Jahrhundert. 1829.
- Mittheilungen aus dem Tagebuche eines nordischen Seemannes. 1830.
- Burggraf Friedrich von Hohenzollern zu Kostnitz. Historische Novelle. 1831.
- Novellen. 1832.
- Ludwig Devrient. 1833.
- Seemanns-Sagen und Schiffer-Märchen. 1835–1836.
- Hamburger Bilder. Wirklichkeit im romantischen Gewande. 1836–1837.
- Mein Seeleben. Wahrheit und keine Dichtung. 1837.
- Berliner und Spanier. Novelle. 1837.
- Die Belagerung von Glückstadt. 3 Bde., 1838.
- See-Novellen. Erzählungen Burkhardt’s des Steuermanns. 1838.
- Eine Fahrt nach Helgoland und die Sagen der Niederelbe. 1839.
- Der Zaubergarten. Märchen für große und kleine Kinder. 1841.
- Nebenblüthen. Erzählungen, Reissblätter und Genrebilder. 1841.
- Heinrich Flaggentrost. Eine Seenovelle. 1842.
- Altonaer Bilder. Genre – Bilder und Skizzen. 1843.
- Das Loggbuch. Scherz und Ernst zur See. 1844.
- Der Korn-Zehnten. Erzählung aus der Ditmarsischen Geschichte. 1849.
- Der Fünfnummern-Teufel. Eine Erzählung aus dem Leben. 1849.
- Der Bergenfahrer. Romantische Erzählung aus den Zeiten der Hanse. 3 Bde., 1850.
- Schleswig-Holsteins Freiheitskampf im 13. Jahrhundert oder Der Tag von Bernhard. Historischer Roman. 1851.
- Devrient-Novellen. 1852.
- Die innere Stimme. Ein Bauerngut auf See. Der Schiffsbauherr und sein Geselle. 3 Erzählungen. 1852.
- Grünes Land und blaue Wellen. Novellen. 1853.
- Seegeschichten und Marinebilder. 1855.
- Zu Wasser und Land. Geschichten aus See und von der fasten Wall. 1857.
- Nordsee und Ocean. Neue Seegeschichten. Der deutschen Jugend erzählt. 1857.
- Scandinavien’s Fürsten und Völker. Historischer Roman aus dem 14. Jahrhundert. 1858.
- Herr Rentier Rosentipfel und seine beiden Neffen. Komischer Roman aus den harmlosen Tagen des goldnen Berlins. 1859.
- Marinebilder. Neue See-Geschichten. 1859.
- Wiegen-Lieder, Ammen-Reime und Kinderstuben-Scherze in plattdeutscher Mundart. 1859.
- Falke und Taube oder Schweden in Süd-Amerika. Romantische Erzählung aus den Zeiten der ersten Colonial-Anfänge. 1860.
- Glöckchen und Schellen. Heitere Erzählungen. 1860.
- Hie Dänemark! Hie Schleswig! oder Die Bruderfehde. Historischer Roman. 1861.
- Ein Seelenverkauf oder Was zahlt Ostindien ? Historisch-romantische Seegeschichte aus den Tagen der Holländisch-Ostindischen Compagnie. 1861.
- Meeresstille und hohe See. Neue Seegeschichten. 1861.
- Der Page des Prinzen. Wie gesäet, so geärndtet. Zwei Erzählungen für die reifere Jugend. 1861.
- Onkel Heinrich. Auf dem Leuchtthurm. Zwei Erzählungen aus dem Seemannsleben. 1861.
- Saat und Frucht, oder Bauersleute und Schiffersleute. Eine Erzählung von der Niederelbe. 1862.
- Diesseits und Jenseits oder Spanierin und Mulattin. Romantische Erzählung in 2 Büchern. 1863.
- Michael de Ruiter. Bilder aus Hollands Marine. 1863.
- Deutsche Schiffe und Dänische Kaper. Eine Erzählung aus dem 16. Jahrhundert. 1864.
- Jan Blaufink, oder See und Theater. Eine hamburgische Erzählung. 1864.
- Binnen der rothen Tonne. Novellenbuch der Niederelbe. 1865.
- Admiral Carpfänger, oder Deutsches Flottenleben von ehedem. Ein Seemannsleben, der Deutschen Jugend erzählt. 1865.
- Bacchus oder Schwiegervater? Eine althamburgische Geschichte. 1865.
- Ein Berliner Matrose. Seeroman. 1866.

### Theaterstücke
- Vergeltung. Trauerspiel in vier Aufzügen, 1825.
- Es ist schlimmer als es war! Lustspiel frei nach Pedro Calderón de la Barca, 1832.
- Der Sarazene. Trauerspiel frei nach Alexandre Dumas, 1834.
- Der Grudling. Lustspiel frei nach Louis-Benoît Picard und Edouard Josephe Ennemond Mazères, 1834.
- Ein Fehltritt. Drama frei nach Eugène Scribe, 1835.
- Oberon. Schauspiel, 1841.
- König René’s Tochter. Lyrisches Drama frei nach Henrik Hertz, 1845.
- So kann man es weit bringen. Lustspiel, 1852.
- Unter’m Regenbogen, oder: Eine überrascht den Andern. Lustspiel, 1856.